# Борковиці (Західнопоморське воєводство)
Борковиці (пол. Borkowice) — село в Польщі, у гміні Бендзіно Кошалінського повіту Західнопоморського воєводства.
У 1975-1998 роках село належало до Кошалінського воєводства.